# 巴勒斯坦总统
巴勒斯坦总统是巴勒斯坦国的国家元首，巴勒斯坦国在1988年11月由巴勒斯坦解放组织单方面宣布独立以后，由巴勒斯坦解放组织的巴勒斯坦全国委员会选举产生，並未經過民選授權，也不代表巴勒斯坦民族权力机构。
自2013年以來，巴勒斯坦國總統的頭銜成為巴勒斯坦最高領導人的唯一頭銜。

## 列表
| #  | 名字                     | 图片 | 生卒       | 就任           | 卸任           | 任期      | 政党   |
| -- | ------------------------ | ---- | ---------- | -------------- | -------------- | --------- | ------ |
| 1  | 亚西尔·阿拉法特          |      | 1929－2004 | 1994年7月5日   | 2004年11月11日 | 10年129天 | 法塔赫 |
| － | 马哈茂德·阿巴斯 （代理） |      | 1935－     | 2005年5月8日   | 2008年11月23日 | 3年199天  | 法塔赫 |
| 2  | 马哈茂德·阿巴斯          |      | 1935－     | 2008年11月23日 | 现任           | 16年253天 | 法塔赫 |